# 안드로이드 12
안드로이드 12(영어: Android 12)는 구글이 주도하는 오픈 핸드셋 얼라이언스가 개발한 안드로이드 모바일 운영체제의 12번째 주요 릴리스이자 19번째 버전이다. 안드로이드 12는 2021년 10월 4일 안드로이드 오픈 소스 프로젝트(AOSP)를 통해 공개되었으며 2021년 10월 19일 지원되는 구글 픽셀 장치에 최초 출시되었다.

## 역사

안드로이드 12 로고 (개발자 프리뷰 당시)

안드로이드 12는 2021년 2월 18일에 게시된 안드로이드 블로그에서 발표되었다. 개발자 시사회가 즉시 공개되었고, 두 달 후에 두 개의 추가 시사회가 계획되었다. 그 후, 5월부터 4개의 월간 베타 릴리스가 계획되었고, 그 중 마지막 베타 릴리스는 8월에 플랫폼 안정성에 도달했으며, 그 직후에는 일반 이용이 가능해졌다.
두 번째 개발자 프리뷰는 2021년 3월 17일에 출시되었으며, 세 번째 프리뷰는 2021년 4월 21일에 출시되었다. 최초의 베타 빌드는 2021년 5월 18일에 출시되었다. 2021년 6월 9일 베타 2가 이어졌고 6월 23일 버그 수정이 베타 2.1로 업데이트되었다. 그 후 베타 3은 2021년 7월 14일에 출시되었으며 버그 수정은 7월 26일에 베타 3.1로 업데이트되었다. 베타 4는 2021년 8월 11일에 출시되었다. 원래 로드맵에 계획되지 않은 베타5는 2021년 9월 8일에 출시되었다. 안드로이드 12 정식 버전은 2021년 10월 4일에 출시되었다.

## 안드로이드 12L
2021년 10월, 구글은 폴더블폰, 태블릿, 데스크톱 크기 화면, 크롬북에 특화된 개선 사항을 포함한 안드로이드 12의 중간 릴리스와 더 큰 화면에 맞게 사용자 인터페이스를 수정한 안드로이드 12L을 발표했다. 그것은 2022년 초에 출시될 예정이다. 안드로이드 12L 개발자 프리뷰 1이 2021년 10월에 출시되었으며, 이어 2021년 12월 베타 1, 2022년 1월 베타 2, 2022년 2월 베타 3이 출시되었다.

## 기능

### UI
기존의 머티리얼 디자인에서 나아가 컬러 팔레트, 색상 대비, 모양, 크기, 애니메이션까지 유저의 UI 커스터마이즈 기능을 강화하였다. 구글은 이 강화된 기능을 '머터리얼 유(Material You)'라는 디자인 언어로써 소개하였다.
600dpi 이상의 태블릿과 폴더블 기기 지원이 강화된다.
잠금화면의 시계크기가 커졌다.

### 플랫폼
성능 향상은 윈도우 매니저, 패키지 매니저, 시스템 서버, 인터럽트와 같은 시스템 서비스에 이루어졌다. 그것은 또한 시각 장애가 있는 사람들에게 접근성 개선을 제공할 것이다. 안드로이드 런타임이 프로젝트 메인라인에 추가되어 플레이 스토어를 통해 서비스될 수 있다.
안드로이드 12는 공간 오디오와 MPEG-H 3D 오디오를 지원하며 지원하지 않는 앱과의 역호환성을 위해 HEVC 비디오의 트랜스코딩을 지원할 것이다. 풍부한 콘텐츠 삽입 API를 사용하면 클립보드와 같은 앱 간에 서식 있는 텍스트와 미디어를 쉽게 전송할 수 있다. 타사 앱 스토어에는 또한 사용자에게 지속적으로 허락을 요청하지 않고 앱을 업데이트할 수 있는 기능도 부여될 것이다.

### 보안
애플리케이션이 어떠한 권한을 언제, 얼마나 사용했는지 보여주는 'Privacy Dashboard'가 추가됐다.
상단바에서 센서를 해제할 수 있게 되었다.
애플리케이션이 위치 권한을 요구할때, 대략적인 위치만 허용하는 것이 가능해졌다.
구글 플레이 스토어 이외의 앱스토어 지원이 강화되나 구글 플레이 스토어 사용시 구글 플레이 결제 시스템 사용이 강제된다.
와이파이에 연결할 때, 무작위 MAC주소를 기본값으로 사용한다.

## 지원 기기

### 구글
- 픽셀 3
- 픽셀 3 XL
- 픽셀 3a
- 픽셀 3a XL
- 픽셀 4
- 픽셀 4 XL
- 픽셀 4a
- 픽셀 4a 5G
- 픽셀 5
- 픽셀 5a
- 픽셀 6
- 픽셀 6 프로

### 삼성전자
- 삼성 갤럭시 S22
- 삼성 갤럭시 S22+
- 삼성 갤럭시 S22 울트라
- 삼성 갤럭시 S21
- 삼성 갤럭시 S21+
- 삼성 갤럭시 S21 울트라
- 삼성 갤럭시 Z 폴드 3
- 삼성 갤럭시 Z 플립 3
- 삼성 갤럭시 Z 폴드 2
- 삼성 갤럭시 Z 플립
- 삼성 갤럭시 폴드
- 삼성 갤럭시 S20
- 삼성 갤럭시 S20+
- 삼성 갤럭시 S20 울트라
- 삼성 갤럭시 S20 FE
- 삼성 갤럭시 탭 S7
- 삼성 갤럭시 탭 S7+
- 삼성 갤럭시 탭 S7 FE
- 삼성 갤럭시 탭 S6 Lite
- 삼성 갤럭시 S10
- 삼성 갤럭시 S10+
- 삼성 갤럭시 S10e
- 삼성 갤럭시 S10 5G
- 삼성 갤럭시 노트20
- 삼성 갤럭시 노트20 울트라
- 삼성 갤럭시 노트10
- 삼성 갤럭시 노트10 플러스
- 삼성 갤럭시 A71
- 삼성 갤럭시 A 퀀텀 (A71 5G)
- 삼성 갤럭시 A51
- 삼성 갤럭시 A31
- 삼성 갤럭시 A21s
- 삼성 갤럭시 퀀텀2
- 삼성 갤럭시 A72
- 삼성 갤럭시 A52s 5G
- 삼성 갤럭시 A52 5G
- 삼성 갤럭시 A52
- 삼성 갤럭시 점프
- 삼성 갤럭시 A32
- 삼성 갤럭시 버디
- 삼성 갤럭시 A22
- 삼성 갤럭시 A12
- 삼성 갤럭시 와이드5
- 삼성 갤럭시 A42
- 삼성 갤럭시 A13
- 삼성 갤럭시 A23
- 삼성 갤럭시 A33 5G
- 삼성 갤럭시 A53 5G
- 삼성 갤럭시 A73 5G

### 샤오미
- Xiaomi Mi 11 Ultra
- Xiaomi Mi 11 Pro
- Xiaomi Mi 11 Lite
- Xiaomi Mi 11i
- Xiaomi Mi 11T
- Xiaomi Mi 11X

### 원플러스
- 원플러스 9
- 원플러스 9 프로

### LG 전자
LG 전자가 휴대폰 사업을 종료했지만 LG 윙과 LG VELVET은 안드로이드 13까지, 그 이외에는 안드로이드 12까지 지원한다고 발표했다.
- LG WING
- LG VELVET
- LG V50S ThinQ
- LG V50 ThinQ
- LG G8 ThinQ
- LG Q31
- LG Q52
- LG Q92

## 같이 보기
- 안드로이드 버전 역사
- 안드로이드 (운영 체제)
- iOS 15